# 라스베이거스 포시
| 라스베이거스 포시 |                            |
| 디비전            | 웨스트 디비전 (1994년)     |
| 설립연도          | 1994년                     |
| 해체연도          | 1994년                     |
| 역사              | 라스베이거스 포시 (1994년) |
| 경기장            | 샘 보이드 스타디움         |
| 연고지            | 네바다주 라스베이거스      |
| 구단주            | 닉 밀레티                  |
| 단장              |                            |
| 감독              | 론 메이어                  |
| 디비전 우승       | -                          |
| 그레이 컵 우승    | -                          |
| 영구 결번         | -                          |

라스베이거스 포시(Las Vegas Posse)는 미국 네바다주 라스베이거스를 연고지로 하는 1994년 CFL 참가했던 팀이다.